# Souk el-Fekka

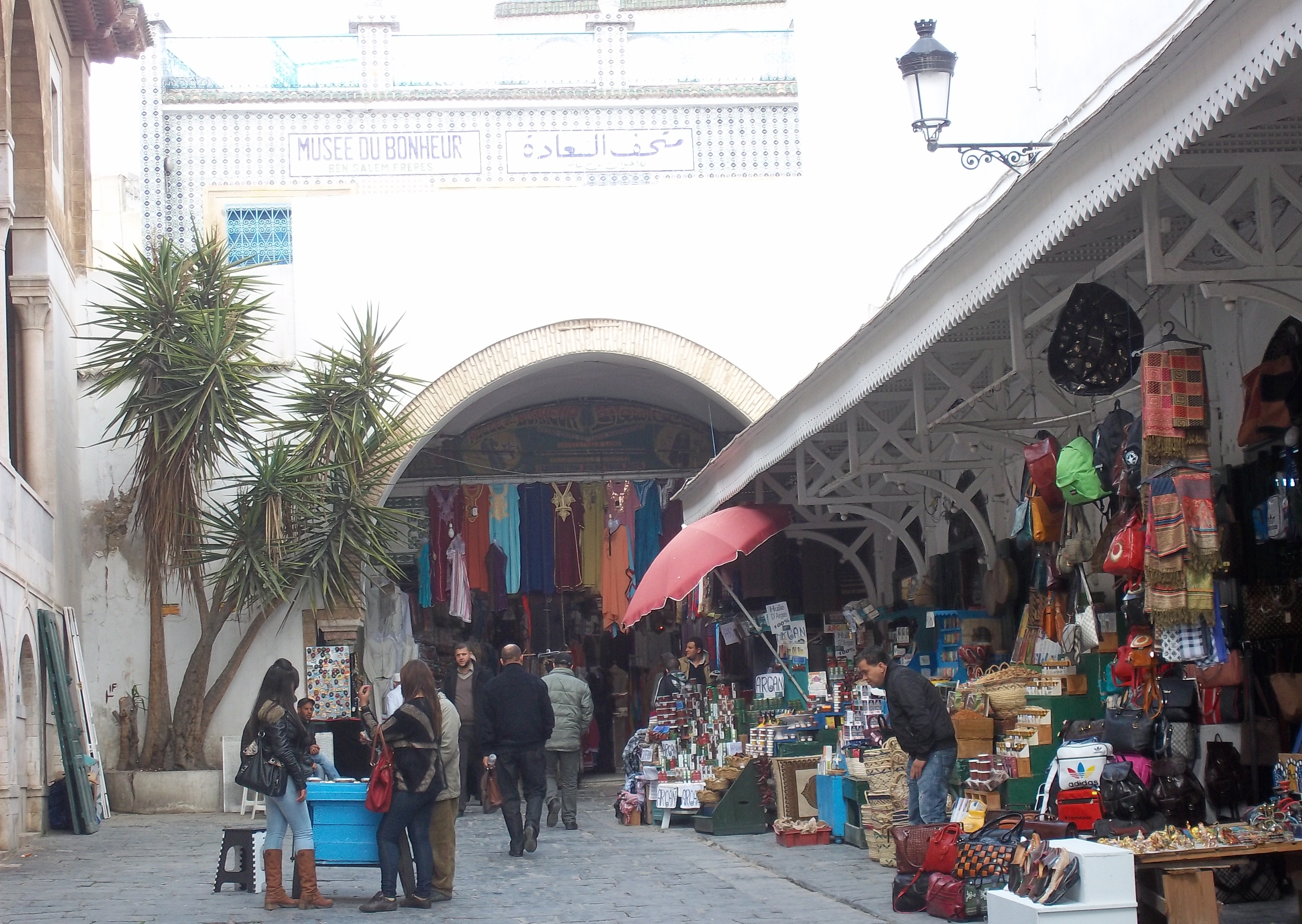
De Souk el-Fekka met rechts uitgestald koopwaar

De Souk el-Fekka (Arabisch: سوق الفكة) is een van de soeks die zich bevindt in de medina van Tunis. De soek bevindt zich ten oosten van de Ez-Zitouna-moskee en ligt in de buurt van de Souk el-Attarine.
In de soek zijn ingrediënten te koop voor het bereiden van taarten, die gebakken worden bij gelegenheden zoals geboortes, besnijdenissen, huwelijken of het Suikerfeest, dat plaatsvindt aan het einde van de Ramadan. In de soek zijn amandelen, walnoten, pistachenoten en rozijnen verkrijgbaar in manden. Ook zijn er flessen met amandel en pistachesiroop te koop, rouzata geheten, een woord dat afkomstig lijkt te zijn van het Spaanse woord orchata.